# Fédération italienne des sports de glace
La Fédération italienne des sports de glace - Federazione Italiana Sport del Ghiaccio (FISG) -  est chargée d'organiser, de développer et de gérer le hockey sur glace en  Italie. Elle est reconnue par l'International Skating Union et par la Fédération internationale de hockey sur glace (IIHF). Franco Biasi est le président en 2007 de la fédération.

## Histoire
La première fédération italienne des sports de glace d'Italie a été fondée en 1926 dans la ville de Milan comme une fusion de trois fédérations existantes : les fédérations de hockey sur glace, de bobsleigh et de patinage.
En 1933, la FISG fusionne avec la fédération italienne de ski pour fonder la Federazione Italiana Sport Invernali (fédération italienne des sports d'hiver). Le siège de la fédération est alors transféré à Rome.
À la suite de la Seconde Guerre mondiale, toutes les fédérations sportives italiennes doivent être remises en place et à la suite de cette nouvelle création, le ski et le hockey sur glace sont séparés du patinage. En 1952, le hockey et le patinage sont de nouveau réunis pour former la FISG d'aujourd'hui.

## Sports
La FISG a autorité sur les sports suivants
- Curling
- Hockey sur glace
- Patinage artistique
- Patinage de vitesse
- Patinage de vitesse sur piste courte
- Eisstock